# Публичност
Публичност е съзнателен опит за въздействие над възприятията на обществото по дадена тема. Обект на публичност могат да бъдат хора (например:политици и актьори), стоки и услуги, организации от всякакъв вид, произведения на изкуството и др. Важно е обектът на публичност да има новинарска стойност и да събужда обществен интерес.
В сферата на маркетинга публичността е част от промоцията.
С повишаването на публичността на даден обект се занимават основно специалисти по маркетинг и връзки с обществеността. Тяхната цел е, чрез създаванане на новина, да се предизвика интереса на дадена публика. Някои от методите, които специалистите използват за добиване на публичност са:
- Съобщения до медиите
- Реклама
- Анализи и статистики
- Публикации
- Публични дебати
- Конференции
- Организиране на състезания
- Изложбени проекти
- Спонсориране на събития